# Pozohondo
Pozohondo – gmina w Hiszpanii, w prowincji Albacete, w Kastylii-La Mancha, o powierzchni 136,54 km². W 2011 roku gmina liczyła 1791 mieszkańców.